# 路障站
路障站（羅馬化：Barrikadnaya）是莫斯科地鐵塔甘卡－紅普列斯尼亞線的一個車站，在1972年啟用，是紅普列斯尼亞線的第一個車站，首三年更是其南端總站。此站得名于1905年俄國革命發生時普列斯尼亞區街道設置路障的地點。

## 外部連結
- mymetro.ru
- KartaMetro.info — Station location and exits on Moscow map (English/Russian)